# Dicranolepis
Dicranolepis é um género botânico pertencente à família Thymelaeaceae.